# Luis Ortiz Flores
Luis Ortiz Flores (Humacao, Puerto Rico, 5 de noviembre de 1965) es un deportista olímpico puertorriqueño que compitió en boxeo, en la categoría de peso ligero y que consiguió la medalla de plata en los Juegos Olímpicos de Los Ángeles 1984.
En 2016, Ortiz se ofreció para convertirse en delegado de la Federación de Boxeo de Puerto Rico.

## Palmarés internacional
| Juegos Olímpicos | Juegos Olímpicos             | Juegos Olímpicos | Juegos Olímpicos |
| Año              | Lugar                        | Medalla          | Prueba           |
| ---------------- | ---------------------------- | ---------------- | ---------------- |
| 1984             | Los Ángeles (Estados Unidos) | Medalla de plata | Peso ligero      |